# Melica brevicoronata
Melica brevicoronata är en gräsart som beskrevs av Bernardo Rosengurtt. Melica brevicoronata ingår i släktet slokar, och familjen gräs. Inga underarter finns listade i Catalogue of Life.